# Nefropatia atero-embolica
La nefropatia atero-embolica è un quadro patologico a carico del rene provocato dall'ostruzione delle piccole arterie da parte di cristalli di colesterolo.

## Patogenesi
La nefropatia atero-embolica è un quadro patologico proprio dell'età avanzata, con maggiore incidenza in soggetti con placche aterosclerotiche estese e con una condizione generale di ipertensione o con un possibile contesto di vasculopatia diabetica. Tale nefropatia, infatti, fa parte di un quadro più ampio di malattia tromboembolica da emboli di colesterolo che si possono liberare dalle placche in seguito ad interventi invasivi quali interventi chirurgici e angiografia seguita da manovre di stenting ed angioplastica o in seguito a terapia farmacologica trombolitica o anticoagulante. La predilezione renale dei fenomeni ateroembolici è giustificata dall'enorme irrorazione dei reni (20-25% della gittata cardiaca).
I cristalli di colesterolo circondati da materiale ialino, essendo molto piccoli, tendono ad ostruire le arterie arciformi e lobulari. Successivamente si ha una reazione da corpo estraneo, con infiltrato macrofagico e eosinofilo locale, con disturbi sistemici quali febbre, eosinofilia ed eosinofiluria.

## Profilo clinico
La malattia si manifesta con un rapido peggioramento della funzione renale (insufficienza renale) dopo interventi chirurgici invasivi. Il quadro è caratterizzato da ipertensione, ischemie periferiche di mani e piedi (blue toe o purple toe syndrome, sindrome delle dita blu), ischemie e lesioni retiniche e livedo reticularis.
È inoltre possibile rilevare un aumento consistente della LDH e dei markers infiammatori quali VES, PCR e fibrinogeno. I segni urinari (sedimento, proteinuria) sono di solito lievi od assenti. Raramente si può valutare una lieve diminuzione del complemento ematico.

## Terapia
Se il fenomeno è lieve e le condizioni generali del soggetto colpito sono buone, il fenomeno può passare inosservato o dare lievi manifestazioni cliniche autolimitanti. Nelle situazioni più gravi la terapia consiste in dosi elevate di steroidi o alla dialisi se necessario.